# Howard Baldwin Trophy
Die Howard Baldwin Trophy wurde an den besten Trainer der nordamerikanischen World Hockey Association verliehen. Die Trophäe wurde nach Howard Baldwin, einem Mitbegründer der New England Whalers, benannt. 1975 wurde sie in Robert Schmertz Memorial Trophy umbenannt.

## Preisträger
| Jahr | Trainer      | Team                |
| ---- | ------------ | ------------------- |
| 1979 | John Brophy  | Birmingham Bulls    |
| 1978 | Bill Dineen  | Houston Aeros       |
| 1977 | Bill Dineen  | Houston Aeros       |
| 1976 | Bobby Kromm  | Winnipeg Jets       |
| 1975 | Sandy Hucul  | Phoenix Roadrunners |
| 1974 | Billy Harris | Toronto Toros       |
| 1973 | Jack Kelley  | New England Whalers |